# 瑟尔·贝利
瑟尔·李·贝利（英語：Thurl Lee Bailey，1961年4月7日—），美国NBA联盟前职业篮球运动员。他在1983年的NBA选秀中第1轮第7顺位被犹他爵士选中。